# Montedoro
Montedoro é uma comuna italiana da região da Sicília, província de Caltanissetta, com cerca de 1.781 habitantes. Estende-se por uma área de 14 km², tendo uma densidade populacional de 127 hab/km². Faz fronteira com Bompensiere, Canicattì (AG), Mussomeli, Racalmuto (AG), Serradifalco.

## Demografia
| Variação demográfica do município entre 1861 e 2011                               |
|                                                                                   |
| Fonte: Istituto Nazionale di Statistica (ISTAT) - Elaboração gráfica da Wikipedia |